# ノルマンディーひみつ倶楽部
『ノルマンディーひみつ倶楽部』（ノルマンディーひみつくらぶ）は、いとうみきおによる文化系青春学園コメディー漫画作品。『週刊少年ジャンプ』（集英社）誌上において2000年24号から2001年20号まで連載された。単行本はジャンプ・コミックスより全5巻が発売されている。
当時の『週刊少年ジャンプ』では珍しく、文化系のクラブを舞台とした作品。また、漫画家になること、あるいは漫画家というものをテーマに内包している。

## 登場人物

### 漫画倶楽部（クラブ・マングース）
踝炉暖（くるぶし ろだん）
1年花組 / 173cm 59kg / 2月14日生まれの水瓶座 / A型
本作の主人公。幼少期の病弱だった頃に漫画に勇気づけられたことがきっかけで、漫画家を志すようになった。しかし、それが原因で桜子に振られてしまい、親友を除いてそれを隠そうとしていた矢先に部長の蕪木青春に誘われ、漫画倶楽部（クラブマングース）に入部することになる。オーバーリアクション気味。
夏でもつけているマフラーが特徴で、得意ジャンルはマイナースポーツ。
代表作：卓球マシーン（宇田川ヒカル名義）、フルーレサーブル、モンスター旅行記（佳作）。
スポーツ全般に強く、天賦の才能と反射神経を発揮することから、『スタントの逸材』としてNACの勧誘を受けた事も。
なお、いとうの読切作品『秘密兵器ハットリ』に登場した剣道少年宮本君（作中では全10巻とされている）という漫画の作者も『くるぶしロダン』である。
蕪木青春（かぶらぎ せいしゅん）
3年星組 / 177cm 62kg / 1月1日生まれの山羊座 / AB型
漫画倶楽部の部長（チーフ）。名前のアクセントはせにつける。
漫画に対しては熱い思いを持っているが、性格の問題から沢山の敵がいる。
「蕪木流諸行無常暗殺拳道場」の師範代。常につけているゴーグルと2つの鉄扇が特徴。
得意ジャンルは友情・努力・勝利。両利き
代表作：剣斬（最年少入選）、モンスター観察日記（少年ミャンプ読切掲載）。
花咲乙女（はなさき おとめ）
2年月組 / 156cm B83・W59・H84 / 8月31日生まれの乙女座 / A型
漫画倶楽部の紅一点のお嬢様であり、学園一の美女。
必殺技が好きで、教師のブルースのことも好き。
得意ジャンルはラブコメディー。
後に生徒会長になり、その時に少年ミャンプに投稿した漫画が最終候補に残った。
手塚治巳（てづか おさみ）
3年骨組 / 161cm 87kg / 6月24日生まれの蟹座 / B型
通称神様。手塚治虫の生まれ変わりを自称しており、生活のほとんどを漫画製作に注ぎ込んでいるため、2年留年している。部員達のよき理解者。
得意ジャンルはオカルトだが、青春の剣斬や炉暖のフルーレサーブルの背景も描いたことがある。
常に被っているベレー帽と顎うずまきが特徴。
トーン作りが得意。高卒デビューが目標。
尾宅太（おたく ふとし）
2年月組 / 188cm 59kg / 5月20日生まれの牡牛座 / O型
名前のまんまの二次元オタク。通称ブー太郎。萌えアニメ作品のメロリンちゃんが大好き。語尾は「ノン」。
部室では8画面からの映し出されるアニメをポテチを食べながら見ている。
得意ジャンルはファンタジー系だが、少年ミャンプにラブコメを投稿し、最終候補に残った。
遠山乱歩（とおやま らんぽ）
1年花組 / 165cm 54kg / 3月29日生まれの牡羊座 / A型
秋頃に長崎から転校してきた。蕪木青春がもっていた最年少入選記録を塗り替えており、担当編集がついたことをきっかけに、打ち合わせがしやすいという理由で兄と共に上京した。
どんなジャンルでも描けるが、主に冒険活劇を得意とする。
代表作：マックローン（最年少入選）、ミトコンドリー、他一作スポーツ部門入選。

### NAC（ノルマンディー・アクション・クラブ）
轟風来坊（とどろき ふうらいぼう）
3年岩組 / 170cm 64kg / 8月12日生まれの獅子座 / O型
NAC（ノルマンディーアクションクラブ）の団長。
蕪木青春とは長年のライバルかつ友で、青春同様「蕪木流諸行無常暗殺拳道場」の師範代でもある。
毎日修行を怠らない。映画（スタント）にも出演経験あり。勉強が苦手。
二階堂光秀（にかいどう みつひで）
2年月組 / 192cm 72kg / 11月9日生まれの蠍座 / B型
泉のことが好き。髪が長い。勉強が苦手。
泉鈴蘭（いずみ すずらん）
3年緑組 / 160cm B83・W55・H85 / 4月10日生まれの牡羊座 / A型
棒術を使える。座右の銘は体が資本。勉強が苦手。
田中一郎（たなか いちろう）
1年棚組 / 205cm 117kg / 10月10日生まれの天秤座 / O型
筋肉が凄く、キングオブマッスルボディー田中一郎という異名をもつ。
風来坊からは「奴の筋肉はNACの誇りだ」と言われている。
部員からも多少引かれている。NAC中では唯一、文武両道。

### 炉暖の友人
風吹桜子（ふぶき さくらこ）
1年海組 / 160cm B84・W60・H85 / 4月18日生まれの牡牛座 / A型
炉暖の彼女。炉暖が漫画好きだったことを知り、一度は別れを告げるが、その後も行動を共にしている。
表情は堅く、最終話以外では笑っていない。
横尾義行（よこお よしゆき）
1年花組 / 174cm 60kg / 7月7日生まれの蟹座 / A型
炉暖の一番の友人。存在感があまりなく、本人もやりたいことが見つかっていない。性質の悪い友人達と揉めた事も。
塚田明（つかだ あきら）
1年花組 / 168cm 68kg / 10月26日生まれの蠍座 / B型
物語の途中で隣のクラスに彼女が出来る。顔に似合わず亭主関白タイプ。
山田朋広（やまだ ともひろ）
1年花組 / 175cm 62kg / 4月30日生まれの牡牛座 / O型
レストランにバイトしている。
教習所に通いだしてからは常にヘルメットを被りながら「オレはバイカー♪」と唄っている。
炉暖曰く「バイカーというよりコンビニ強盗」にしか見えないらしい。かなりの老け顔。
高森あい（たかもり あい）
炉暖の昔からの腐れ縁の一人で、フランスに転校していった。

### その他生徒
木嶋総理（きじま そうり）
3巻から登場。
2年風組 / 175cm 59kg / 5月29日生まれの双子座 / B型
生徒会長。アイドル的人気を持つが、実は竹を割ったような二重人格でドス黒い腹の持ち主。
シスコンで、姉を振った青春を憎む。
生徒会長を後々に辞退する。将来の夢は日本の総理大臣。
東大寺リサ（とうだいじ りさ）
2巻から登場。
学校一のボインちゃん。校長と行動を共にすることが多い。

### 教師
三ツ川目青寿（みつかわめ ブルース）
数学教師。結構キツイ。「情熱の赤い閃光・メガトンダイナマイトブレード」「麗しの天使のため息・メガ粒子タイフーン」の二つの必殺技を持つ。メガトンダイナマイトブレードは鉄の金庫をも真っ二つにする威力。
サン・ピエール・ノルマンディーIII世
2巻から登場
ノルマンディー高校の校長。無類の漫画好きであり自身でも漫画を描いていて、少年ミャンプに投稿した際、最終選考候補に残った。

### 校外生
蕪木すずな（かぶらぎ すずな）
区立あんかけ中学校3年3組 / 148cm B78･W56･H80 / 11月30日生まれの射手座 / AB型
青春の妹。性格は兄に似て少し腹黒い。生まれつき目が弱く、外に出るときはサングラスを手放せない。

## 部活動
運動部は23、文化部は100以上あり生徒会すら全てを把握しているわけではない。

### 運動部
NAC（ノルマンディーアクションクラブ）
轟風来坊が団長のスタント部。結構ハードな練習をしている。
温泉卓球部
部員2名。後に廃部。
- その他
  - 野球部
  - 卓球部

### 文化部
漫画倶楽部（クラブマングース）
部長（チーフ）は蕪木青春。入口のドアには沢山の落書きがある。
中は机なども揃ってあり、冷暖房も完備されている。ベッド（青春専用）もある。
生徒会長室も部室（乙女専用）の一つである。
ベストドレッサー部
毎年校内のベストドレッサーを決める部。
エロティック研究会
ブービートラップクラブの作った架空の部活。
ブービートラップクラブ
あらゆる手を使い、色んな生徒をブービートラップにはめるクラブ。
- その他
  - 手旗信号部
  - テーブルマジック部
  - たこ上げ部
  - 戦国武将愛好会
  - 気ぐるみ同好会
  - 世紀末クラブ
  - タモリクラ○
  - ノリつっこみ部
  - ノルマン探偵倶楽部
  - うそつきクラブ
  - ほめ殺し研究会
  - おべんちゃら振興会
  - ウワサ話創作クラブ
  - 暗黒占いクラブ
  - おねだり友の会
  - 催眠くらぶ
  - 川魚試食の会
  - メガネ同好会
  - アンニュイ研究会
  - 赤ワイン党

## 書誌情報
- いとうみきお『ノルマンディーひみつ倶楽部』集英社〈ジャンプ・コミックス〉
  1. 「クラブ・マングース」2000年11月7日初版発行、ISBN 4-08-873040-2（1 - 8話収録）
  2. 「ノルマンディークラブ事情」2001年2月7日初版発行、ISBN 4-08-873079-8（9 - 18話収録）
  3. 「アイドル生徒会長」2001年4月9日初版発行、ISBN 4-08-873105-0（19 - 27話収録）
  4. 「ライバル視」2001年6月9日初版発行、ISBN 4-08-873127-1（28 - 37話収録）
  5. 「バイバイ!!」2001年8月8日初版発行、ISBN 4-08-873149-2（38 - 最終話収録）